# K2-3d

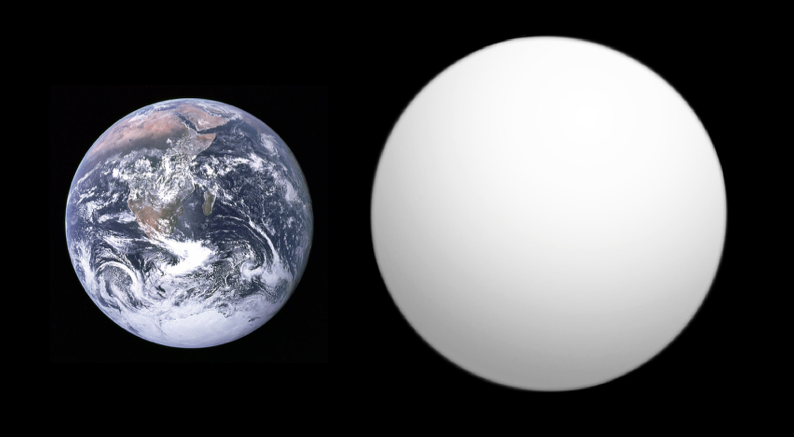
Comparação de K2-3d à Terra.

K2-3d, também conhecido como EPIC 201367065 d, é um enorme exoplaneta sólido que está orbitando em torno de K2-3, uma estrela anã vermelha localizada a cerca de 137 anos-luz (45 pc de distância a partir da Terra, na constelação Leo. O planeta completa uma órbita a cada 44,5 dias. Ele tem uma densidade de 17,5 ± 6,3 g/cm3 muito maior do que a do ferro, indicando que tem uma superfície sólida semelhante a de um planeta terrestre.
Este planeta foi descoberto pela sonda espacial Kepler, durante a sua missão estendida K2, Campanha 1. A assinatura da velocidade radial deste planeta é mascarada por variações devido à atividade estelar, impedindo uma determinação exata da massa.

## Composição
Embora a sua densidade seja muito maior do que a do ferro, estimativas mostram que K2-3d precisaria ter uma massa de 14,1 Me para ser feito puramente de ferro, isso indica que o planeta provavelmente tem alguma quantidade de sílica "rocha" ou um pouco de água.